# 手登根優貴
手登根 優貴（てどこん ゆうき、1992年4月15日 - ）は、日本の女性声優、歌手。リサレコ所属。
2016年8月5日、自身のソロ公演を最後に療養のために無期限活動休止となる予定。

## 出演作品

### ゲーム
- 魔神少女 -Chronicle 2D ACT-（ジズー・オリンピア、クリンスィー）
- 魔神少女 エピソード2 -願いへの代価-（クリンスィー[2]）
- ドラゴンファング（妖精さん）

### 歌
1stシングル「Melty Angel / 最強！アホ毛伝説！！」
1. Melty Angel
2. 最強！アホ毛伝説！！
  - ゲーム『アホ毛ちゃんばら』イメージソング

2ndシングル「ポッピン☆スター / パンダちっくエンドレスドリーム」
1. ポッピン☆スター
2. パンダちっくエンドレスドリーム
  - ゲーム『バイクバンディッツ』ステージ5BGMボーカルアレンジ（カバー）

3rdシングル「異世界の約束 / 碧い陽炎」
1. 碧い陽炎
  - ゲーム『魔神少女 -Chronicle 2D ACT-』主題歌
2. 異世界(いこく)の約束
  - ゲーム『魔神少女 エピソード2 -願いへの代価-』主題歌

End of Dawn
- ゲーム『UNDER NIGHT IN-BIRTH Exe:Late』主題歌

終焉の揺り籠
- ゲーム『UNDER NIGHT IN-BIRTH Exe:Late』ビャクヤEDテーマ

遠く蒼空の下
- ゲーム『UNDER NIGHT IN-BIRTH Exe:Late』ナナセEDテーマ

MOE to Love Yooou!（邦題：萌えってらびゅーん！）
- ゲーム『Tokyo School Life』主題歌

虚構の真実
- ゲーム『東方玄夢妖譚～乱』イメージソング

茜色の無縁橋
- ゲーム『ヴァリアスモンスターズ』イベントボス曲